# Pontus Lindberg (triatlet)
Pontus Lindberg, född 1977, är en svensk triathlet som främst tävlar på långdistans.
Lindberg blev svensk mästare på långdistans 2011 då han vann Kalmar Triathlon (Ironmandistans). Året innan tog han en silverplacering på samma tävling.
Lindberg tävlar för Stockholm City Triathlon och är bosatt i Stockholm. Han gjorde en sen debut inom triathlon vid 28 års ålder. Lindberg är civilingenjör och arbetar som konsult i läkemedelsbranschen.